# The Firm of Girdlestone
The Firm of Girdlestone é um filme de drama mudo produzido no Reino Unido e lançado em 1915.

## Elenco
- Edna Flugrath - Kate Horston
- Fred Groves - Ezra Girdlestone
- Charles Rock - John Girdlestone
- Wyndham Guise - Major Clutterbuck
- Hayford Hobbs - Tom Dimsdale
- Gwynne Herbert - Mrs. Scully
- Mollie Terraine - Rebecca